# Solovetskij-øerne
Solovetskij-øerne (russisk: Солове́цкие острова́, tr. Solovétskije ostrová) eller Solovetskij-arkipelaget, forkortes ofte Solovetskij, ligger i den nordlige del af Onegabugten i Hvidehavet. Øerne administreres fra Arkhangelsk oblast i Rusland som Solovetskijdistriktet. Øerne omfatter cirka 347 km² og har en befolkning på 968 indbyggere ifølge folketællingen 2002, en formindskelse siden 1989, da øerne havde en befolkning på 1.317 indbyggere. Øerne er mest kendte for at have fungeret som fangelejr i det sovjetiske gulag-system.

## Geografi
Arkipelaget består af seks øer, de største er Solovetskij, Anzerskij, Bolsjaja Muksalma, og Malaja Muksalma. Øernes undergrund består af granit og gnejs og terrænet ujævnt med det højeste punkt 107 meter over havets overflade. Størstedelen af øerne er dækkede af fyr og gran. Der findes et større antal søer på øerne, indbyrdes forbundne med kanaler.

## Historie
Det er fundet spor efter mennesker på øerne fra 400-tallet f.Kr. 
I 1400-tallet blev et af Ruslands største russisk-ortodokse klostre, Solovetskij-klosteret, grundlagt på Solovetskij-øerne. Dette bygningskompleks har befæstningen, der gennem tiden har fungeret som beskyttelse mod angreb under Forvirringens tid (1598–1613) før Romanov-zarerne tog magten, Krimkrigen (1854–1856) og den Russiske borgerkrig (1918–1922). Peter den Store besøgte klosteret i 1694. 
Den 13. oktober 1923 oprettedes en arbejdslejr, "SLON" (Solovetskij lager osobogo naznatjenija, dansk: ~ Solovetskijlejren med specielle formål) i Solovetskij-klosteret, der var en af de første arbejdslejre i gulag-systemet. Der er forskellige opgivelser af antal indsatte: 
| År                             | 1923  | 1924  | 1925  | 1926   | 1927   | 1928        | 1929        | 1930   | 1931        | 1932        | 1933        |
| ------------------------------ | ----- | ----- | ----- | ------ | ------ | ----------- | ----------- | ------ | ----------- | ----------- | ----------- |
| solovetskij.info Jurij Morukov | 2 557 | 4 115 | 6 765 | 9 830  | 12 896 | ikke oplyst | ikke oplyst | 53 123 | ikke oplyst | ikke oplyst | ikke oplyst |
| Historie NKVD/Gulag            | 2 557 | 5 044 | 7 727 | 10 682 | 14 810 | 21 900      | 65 000      | 71 800 | 15 130      | ikke oplyst | 19 287      |

Omkring 7.500 indsatte døde i lejren fra oprettelsen i 1923 frem til nedlæggelsen, heraf 3.500 af sult i 1933. SLON-lejren blev endeligt nedlagt den 4. december 1933. Inden "SLON" blev nedlagt oprettedes "Belbaltlag", der var arbejdslejr i forbindelse med byggeriet og vedligeholdelsen af Hvidehavskanalen. I 1939 overgik faciliteterne til Den sovjetiske Nordflåde, der benyttede dem til søofficersskole.
I 1974 blev Solovetskij-øerne et sovjetisk museum for historie og arkitektur og naturreservat. Den russisk-ortodokse kirke genåbnede klosteret i 1992, samme år som Solovetskij-komplekset blev indskrevet på UNESCOs verdensarvsliste.